# I vantaggi del tradimento
I vantaggi del tradimento (O lado bom de ser traída) è un film brasiliano del 2023 diretto da Diego Freitas.
Il film è tratto dal romanzo omonimo di Sue Hecker.

## Trama
Quando una contabile scopre che il suo fidanzato la tradisce coglie l'occasione per aprirsi sessualmente con conseguenze molto pericolose.

## Distribuzione
Il film è stato distribuito sulla piattaforma Netflix a partire dal 25 ottobre 2023.